# Заслужений працівник освіти Республіки Білорусь

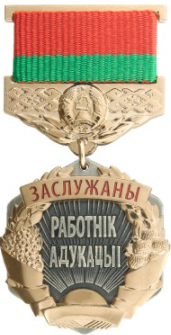

«Заслужений працівник освіти Республіки Білорусь» — почесне звання.

## Порядок присвоєння
Присвоєння почесних звань Республіки Білорусь здійснює Президент Республіки Білорусь. Рішення щодо присвоєння
державних нагород оформляються указами Президента Республіки Білорусь. Державні нагороди, в тому числі
почесні звання вручає Президент Республіки Білорусь або інші службовці за його вказівкою. Присвоєння почесних
звань РБ відбувається в урочистій атмосфері. Державна нагорода РБ вручається нагородженому особисто. У випадку
присвоєння почесного звання РБ з вручення державної нагороди видається посвідчення.
Особам, удостоєнних почесних звань РБ, вручають нагрудний знак.
Почесне звання «Заслужений працівник освіти Республіки Білорусь» присвоюється високопрофесійним
науково-педагогічним та іншим працівникам установ освіти, органів управління системи освіти, які працюють за
спеціальністю п'ятнадцять і більше років, за заслуги в педагогічній і виховній праці, організації
навчально-виробничого процесу, його науково-методичному забезпеченні.